# Paprika (film, 2006)
A Paprika (パプリカ; Papurika) 2006-ban bemutatott japán animációs bűnügyi thriller. A filmet Kon Szatosi (今 敏) rendezte és a Madhouse stúdió és a Sony Pictures Entertainment Japan gyártásában készült. A forgatókönyvet Minakami Szeisi és Kon Szatosi írta Cucui Jaszutaka Paprika című regénye alapján.
Japánban a Sony Pictures Entertainment Japan, az Egyesült Államokban a Sony Pictures Classics, Magyarországon pedig a Fórum Home Entertainment Hungary forgalmazta feliratosan. Először 2006. szeptember 2-án mutatták be a Velencei Nemzetközi Filmfesztiválon, Japánban 2006. november 25-én került a mozikba. 2014-ben magyar szinkront rendelt a TV2 Csoport, illetve a hozzátartozó egykori Pro4 és később az AMC vetítette.

## Ismertető
Ez egy mágikus-realista történet, amely a jövőben játszódik, mégpedig Tokió városában. A városban ellopnak egy olyan gépet, amely képes kiolvasni az álmokat. Ez a gép egy kutatócsoporté, amelynek neve DC-mini. Az a találmány még tesztfázisban van. Ha kikerül a tesztfázisból, az nagy veszélyt jelent, mert a gép a segítségével át is írhatók a páciensek álmai, nemcsak olvashatók. Tokió városa nemsokára egy kollektív rémálom közepébe kerül, amiből a város lakóit csupán egy okos, félig valódi, félig fiktív, de mindenképp piros ruhában levő lány (Paprika) tud felkelteni.

## Szereplők
- Paprika / Acuko Csiba (千葉 敦子博士; Hepburn: Chiba Atsuko-hakase?): Hajasibara Megumi
- Tokita Kószaku (時田 浩作博士; Hepburn: Tokita Kōsaku-hakase?): Furuja Tóru
- Inui Szeidzsiró (乾 精次郎博士; Hepburn: Inui Seijirō-hakase?): Emori Tóru
- Sima Torataró (島 寅太郎博士; Hepburn: Shima Toratarō-hakase?): Hori Kacunoszuke
- Oszanai Morio (小山内 守雄博士; Hepburn: Osanai Morio-hakase?): Jamadera Kóichi
- Konakava Tosimi (粉川 利美刑事; Hepburn: Konakawa Toshimi-keiji?): Ócuka Akio

## Filmzene
- "Parade" (パレード Parēdo?, 5:46)
- Baikaiya (媒介野?, "Mediational Field", 4:59)
- Kairō no Shikaku (回廊の死角?, "A Blind Spot in a Corridor", 1:59)
- Sākasu e Yōkoso (サーカスへようこそ?, "Welcome to the Circus", 1:00)
- Kuragari no Ki (暗がりの木?, "A Tree in the Dark", 1:26)
- Nigerumono (逃げる者?, "Escapee", 3:14)
- "Lounge" (2:05)
- Sono Kage (その影?, "Shadow", 3:19)
- Shizuku Ippai no Kioku (滴いっぱいの記憶?, "A Drop Filled with Memories", 4:39)
- Oumono (追う者?, "Chaser", 3:03)
- Yoki (予期?, "Prediction", 1:44)
- "Parade (instrumental)" (5:51)
- Byakkoya no Musume (白虎野の娘?, "The Girl in Byakkoya – White Tiger Field", 4:47)